# L’Anarchie

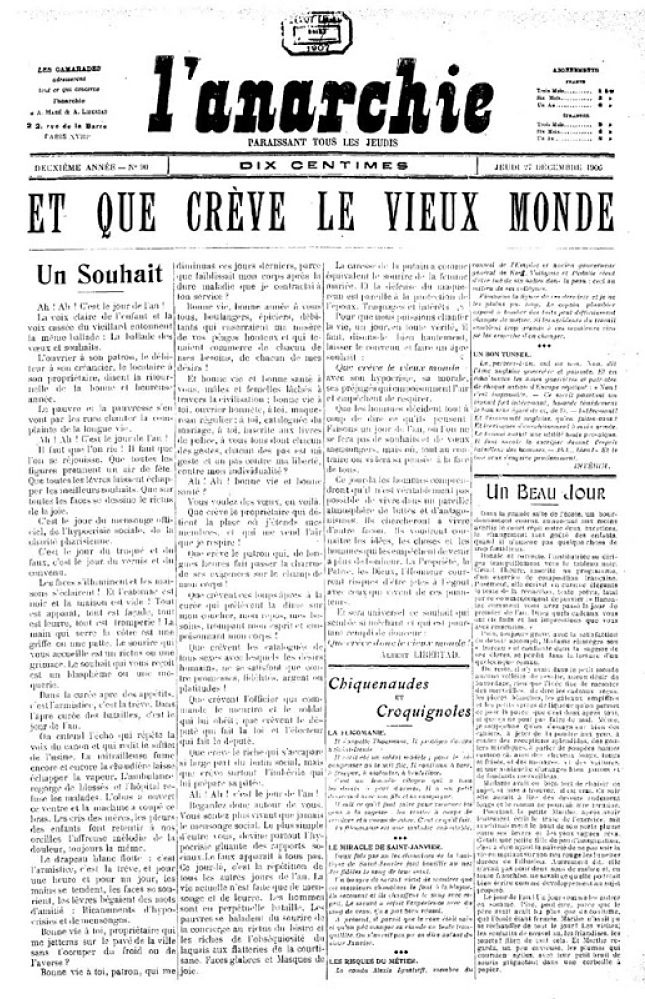
L’Anarchie vom 27. Dezember 1905

L’Anarchie war eine individualistisch-anarchistische Wochenzeitung, die am 13. April 1905 von Albert Libertad und Anna Mahé gegründet wurde. Viele Mitarbeiter der Zeitung waren mit der kriminellen Bonnot-Bande verbunden.

## Geschichte
Die Zeitung gab einer Gruppe um Libertad (André Lorulot, der die Zeitung 1908 übernahm, Rirette Maîtrejean 1911, Emilie Lamotte, Mauricius ...) die Möglichkeit „Laster, Gewohnheiten und Vorurteile“, Tabak und Alkohol, den „Kult des Aas“ und den resignierten Konformismus derjenigen, die wählen, in die Kaserne gehen, heiraten und arbeiten zu bekämpfen.
Zu den Redakteuren von L’Anarchie gehörten Émile Bill (Hémyle Bill), Raymond Callemin (genannt Raymond la Science), und Viktor Lwowitsch Kibaltschich als Le Rétif, der spätere Victor Serge, die zumeist der Bonnot-Bande angehörten. Rirette Maîtrejean und Victor Kibaltchich, die sich zunächst für den Illegalismus einsetzten, änderten ihre Verlagspolitik 1911, als das alte Team nach einem Einbruch verschwand.

## Ausgaben
Zwischen dem 13. April 1905 und dem 16. Juli 1914 erschienen 484 Ausgaben.